# Рико (Од)
Рико́ (фр. Ricaud) — коммуна во Франции, находится в регионе Лангедок — Руссильон. Департамент коммуны — Од. Входит в состав кантона Южный Кастельнодари. Округ коммуны — Каркасон.
Код INSEE коммуны — 11313.

## Население
Население коммуны на 2008 год составляло 283 человека.
| 1962 | 1968 | 1975 | 1982 | 1990 | 1999 | 2008 |
| ---- | ---- | ---- | ---- | ---- | ---- | ---- |
| 204  | 185  | 150  | 187  | 245  | 242  | 283  |

## Экономика
В 2007 году среди 181 человека в трудоспособном возрасте (15—64 лет) 147 были экономически активными, 34 — неактивными (показатель активности — 81,2 %, в 1999 году было 74,4 %). Из 147 активных работали 132 человека (74 мужчины и 58 женщин), безработных было 15 (3 мужчин и 12 женщин). Среди 34 неактивных 7 человек были учащимися или студентами, 12 — пенсионерами, 15 были неактивными по другим причинам.